# مونتینی-لو-بروتونو
شهر مونتینی لو بروتونو (به فرانسوی: Montigny-le-Bretonneux) در شهرستان ایولین در ناحیه ایل-دو-فرانس با جمعیت ۳۳٬۹۶۸ نفر در کشور فرانسه واقع شده‌است